# Tren Santiago-Concepción
El tren Santiago-Concepción es un servicio turístico de tren de pasajeros operado por la Empresa de los Ferrocarriles del Estado (EFE). 
Fue restablecido en Chile en 2020 como un servicio temporal durante el verano, después de trece años suspendido.
La reapertura de la línea forma parte de un plan piloto que opera en su servicio nocturno durante los fines de semana de enero a marzo, durante la temporada estival chilena como un recorrido que pretende fomentar el turismo nacional para viajar dentro del país entre las dos más grandes áreas metropolitanas de Chile, contemplado dentro del plan «Chile sobre Rieles», política estatal de transporte público iniciada durante el segundo gobierno del presidente Sebastián Piñera.

## Historia

### Automotor a Talcahuano y cancelación (1994-2007)

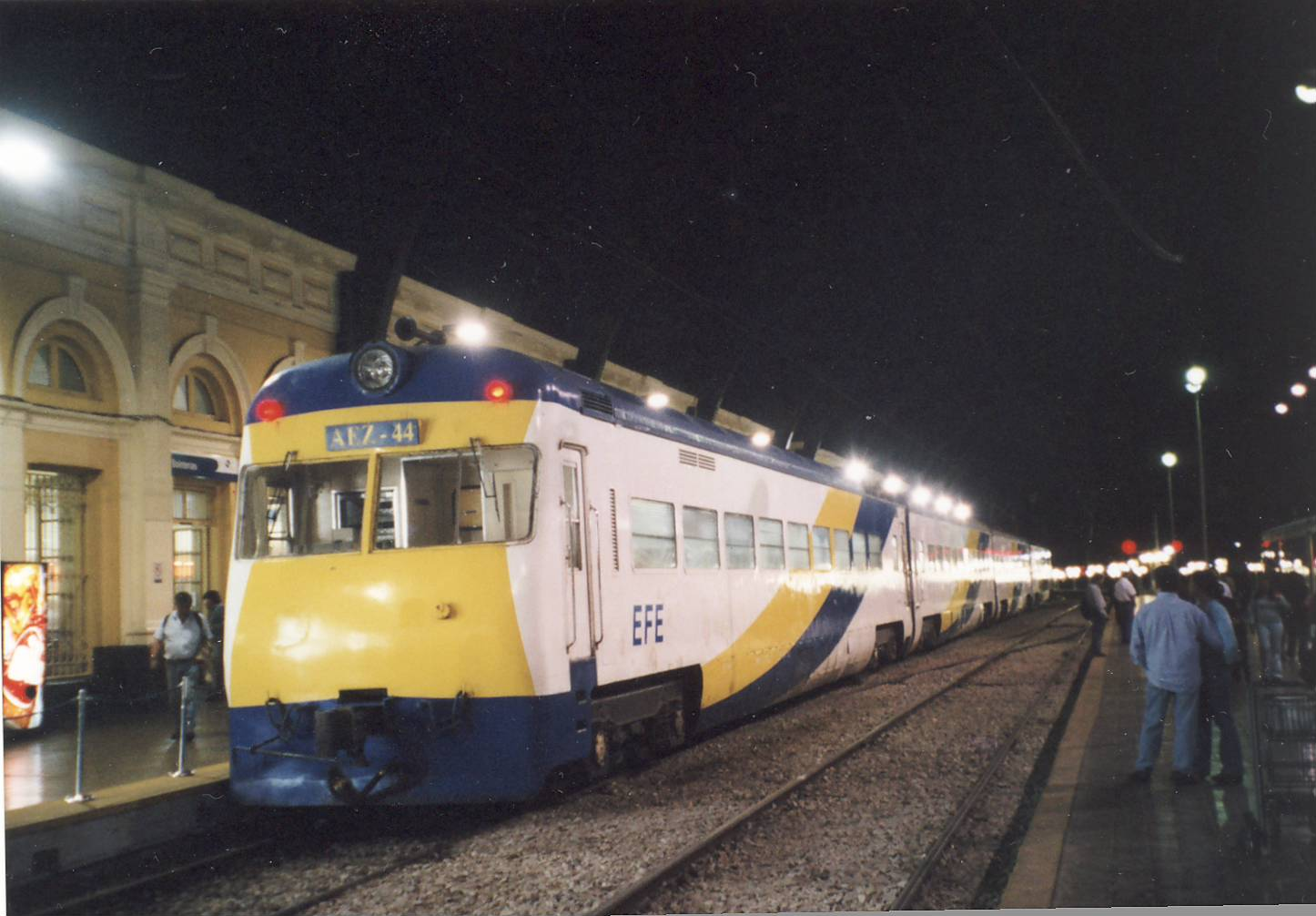
AEZ en Estación Central.

Este servicio fue creado el 12 de agosto de 1994, para reemplazar al «Rápido del Biobío». Implementado con automotores Nissho Iwai de la serie automotor eléctrico salón (AEZ). Operado durante algunos períodos con composición de trenes con locomotora E30 y coches japoneses Kisha Seizo Kaisha (KSK) de clase salón, y un coche comedor.  
En diciembre de 2005 empezó a correr una frecuencia diurna.
A partir del 12 de abril de 2006 empieza a depender de la Gerencia Zonal del Biobío de la Empresa de los Ferrocarriles del Estado. El servicio fue suspendido desde el 15 de julio de 2006 hasta el 31 de diciembre de 2006. Primero debido a que la vía quedó interrumpida en varios puntos por el Temporal que afectó la zona el 11 de julio de 2006. Luego, fue detenido por el cambio de durmientes en tramo Curicó - Chillán, que se finalizó el 15 de diciembre de 2006. En septiembre de 2006, se suprime la Gerencia Zonal del Biobío, luego de una reestructuración de las gerencias. El servicio se reanudó el 1 de enero de 2007, con dos frecuencias por sentido (diurna y nocturna), utilizándose automotores Unidad de Tren Salón 444 (UTS 444) Biclase (Salón Preferente y Salón Turista). 
El 31 de marzo de 2007, se suprimió nuevamente el servicio, por la realización de algunas labores de los proyectos Zona Centro (PZC) y Señalización, Electrificación y Comunicación (SEC). Pese a que anunció su reanudación en agosto de 2007, el servicio continúa suprimido en forma indefinida. El servicio EFE Chillán, lo reemplazó en forma diurna, mediante combinaciones tren-bus hasta el año 2010. Producto del terremoto y los daños que sufrió la línea EFE suspendió la combinación con buses. Hoy en día opera un servicio turístico nocturno entre Santiago y Concepción con itinerario facultativo.[cita requerida]
El servicio recorrió la línea central desde Estación Terminal Alameda (Santiago) hasta Estación San Rosendo (San Rosendo) para luego ingresar al ramal Estación San Rosendo hasta la Estación Terminal El Arenal (Talcahuano). El servicio nocturno recorre el mismo tramo pero no contempla detención en Estación San Javier.

### Reapertura como servicio turístico (2018-2022)
Antes del actual servicio, el último recorrido de transporte de pasajeros por tren entre el Gran Santiago y el Gran Concepción fue en 2007. En 2018 hubo un intento de restablecer la línea con un solo viaje turístico completado, pero no fructificó su continuidad por falta de recursos. El proyecto de reapertura de la línea de tren entre Santiago y Concepción fue contemplado dentro de la línea de trenes turísticos que tiene la compañía estatal. Es un servicio que dura entre 7 a 8 horas de viaje nocturno, inicialmente con un tiempo y costo mayor al que ofrecen los buses y aviones de aerolíneas de bajo costo. Las salidas son desde la Estación Central de Santiago, ubicada en la Alameda. Los trenes cuentan con tres clases de vagones: Turista, Salón y Preferente, con valores desde los $19.900 pesos chilenos (26 USD aprox.). Al ser una ruta electrificada, es también parte de la campaña del Gobierno de Chile para reducir los gases contaminantes emitidos a la atmósfera, en concordancia a las políticas estatales de eficiencia energética y neutralidad de carbono.
Desde el Ministerio de Transportes y Telecomunicaciones (MTT) expresaron que con el restablecimiento de este servicio se proyecta que en el futuro sea permanente. Asimismo, se encuentran a la espera de la construcción del nuevo puente sobre el río Biobío, que adicionalmente al Puente ferroviario Biobío en Concepción, dará un impulso ferroviario a la Región del Biobío, permitiendo, entre otros proyectos, la extensión de la línea del Biotrén hasta Lota.
El servicio fue suspendido a partir de marzo de 2020 debido a la pandemia de COVID-19. Se anunció una reapertura del servicio de manera especial por la celebración de las Fiestas Patrias el jueves 16 de septiembre de ida (Santiago-Concepción) y retornando el domingo 19 del mismo mes. A partir del 7 de enero de 2022 se restablecieron durante la temporada de verano los servicios de los fines de semana.

### Nuevo servicio de pasajeros (2022-)
En junio de 2022, dentro del «Plan Nacional de Desarrollo Ferroviario 2022-2026» se encuentra el anuncio del desarrollo de un servicio de pasajeros continuo entre las ciudades de Santiago, Chillán y Concepción. De acuerdo al anuncio, se establecerían 12 servicios diarios —6 de ida y 6 de regreso—, así como la adquisición de nuevos trenes que están en proceso de fabricación y la renovación de estaciones y vías.

## Estaciones
Ya en 2018, el servicio realizaba detenciones en las estaciones Estación Central, Chillán, Yumbel, San Rosendo y Concepción.
Sin embargo, desde el 7 de enero de 2022 el servicio solo se detiene en tres estaciones:

## Propuestas

### Tren rápido Santiago-Concepción
En 2014, el presidente de la Empresa de los Ferrocarriles del Estado Jorge Inostroza presentó un estudio de 300 millones de pesos en el cual se describe un plan de un tren de alta velocidad entre las capitales regionales, desplazándose entre 180 y 220 km/h, teniendo un tiempo de viaje de cuatro horas. Este proyecto fue incluido en el plan trienal 2014-2016 de la empresa. El proyecto consideró la construcción de un tramo de 70 km entre Chillán-Nueva Aldea-Bulnes-Agua de Gloria-Concepción, el terminal del servicio se proyectó en Andalién, próximo al Aeropuerto Internacional Carriel Sur. El estudio tuvo fecha de conclusión en 2017. El proyecto no ha sido retomado desde entonces.
El Instituto Ferroviario de Chile propuso un tren de alta velocidad que conecte Valparaíso, Santiago y Concepción, denominado «Corredor Ferroviario Central».
Dentro del Plan Nacional de Desarrollo Ferroviario 2022-2026 presentado por el gobierno del presidente Gabriel Boric se incluyó el proyecto de estudio de una nueva conexión ferroviaria entre Santiago y Concepción, recorriendo la misma ruta entre la capital y Chillán para luego avanzar por una nueva vía construida en paralelo a la Autopista del Itata para llegar a Concepción centro. Se estima que el proyecto requerirá una inversión de 2.200 millones de dólares -incluyendo nuevas estaciones, trenes e infraestructura-, transportaría a 1.5 millones de pasajeros al año y el viaje tendría una duración estimada de 3 y media horas.